# 常夏ガール
『常夏ガール』（とこなつガール）は、2003年10月5日から2004年3月28日までテレビ東京系列で毎週日曜22:54 - 23:24（JST）に放送されていたサーフィン番組。
テレビ東京とEAST RIGHTSの共同製作。クリムゾン（現在：新都ホールディングス）の一社提供番組だった。

## 概要
長谷川理恵、国井律子、押切もえの3人がサーフィンをはじめとする様々な事に挑戦。ハワイ情報を中心に、夏の空気を味わえる番組だったが、半年で終了。番外編として長谷川理恵の一日密着ドキュメントと長谷川と金子賢の対談も放送された。
後番組は、坂口憲二が出演する『この夏は忘れない BORDERLINE』。

## スタッフ
- 撮影：原正美（当時V-OUT）
- 編集：桜井一成
- MA：赤松茂雄（ARTPLAZA）
- 音響効果：中田圭三（4-Legs）
- 演出：関眞也（グラムクリエイティブ）
- プロデューサー：浦輝久（イースト）
- 製作：テレビ東京、EAST RIGHTS

## 出演者

### レギュラー
- 長谷川理恵
- 国井律子
- 押切もえ
- チエコ・ビューティー（ナレーター）

### 主なゲスト
- マイク真木
- 金子賢
- 所ジョージ
- 小林崇（ツリーハウス・クリエイター）
- 他